# Stazione di Gaebong
La stazione di Gaebong (구일역 - 開峰驛, Gaebong-yeok) è una stazione della metropolitana di Seul servita dalla linea 1 (gestita da Korail), che utilizza i binari della linea Gyeongin. La stazione si trova nel quartiere di Guro-gu.

## Linee
Korail
■ Linea Gyeongin (infrastruttura)
● Linea 1 143 (servizio)

## Struttura
La stazione è costituita da due marciapiedi a isola con quattro binari passanti in superficie.
| 1   | ● Linea Gyeongin | Locali                                       | per Guro, Yongsan, Seul, Cheongnyangni, Soyosan |
| 2-3 | ● Linea Gyeongin | Binario usato dai treni espressi in transito | Binario usato dai treni espressi in transito    |
| 4   | ● Linea Gyeongin | Locali                                       | per Bucheon, Bupyeong, Juan e Incheon           |

## Stazioni adiacenti
| «                        | Servizio           | »                  |
| Linea 1 (Gyeongin)       | Linea 1 (Gyeongin) | Linea 1 (Gyeongin) |
| ------------------------ | ------------------ | ------------------ |
| Guil                     | Locale             | Oryu-dong          |
| L'espresso A/B non ferma |                    |                    |